# 朱淑信
朱淑信，元朝女性人物，绍兴山阴（今浙江省绍兴市）人。 
朱淑信年轻时守寡，誓不再嫁。有一个女儿叫妙净，自幼为父亲早逝痛哭，使得双目全都失明。长大后，因为她目盲没有人来提亲，家贫而且年景不好，母子相依为命，以苦节自厉。士人王士贵看重妙净之孝，于是求娶妙净。有司禀上朝廷，并赐给旌表朱淑信和她女儿妙净。